# Porphyrinia ephimera
Porphyrinia ephimera là một loài bướm đêm trong họ Noctuidae.